# Spotify
Spotify Technology S.A. er en international udbyder af medietjenester. Det har juridisk hovedkontor i Luxembourg og har driftshovedkontor i Stockholm, Sverige. 
Virksomheden er grundlagt i 2006 og er primært en musikstreaming-tjeneste, der leverer DRM-begrænset musik men tilbyder også videoer og podcasts fra pladeselskaber og mediefirmaer. Grundlæggende er Spotify gratis at bruge med reklamer, mens yderligere funktioner, såsom offline-lytning og reklamefri lytning, tilbydes via betalte abonnementer.
Spotify-platformen blev lanceret den 7. oktober 2008 og giver adgang til over 50 millioner numre.  Brugere kan søge efter kunstner, album eller genre og kan oprette, redigere og dele afspilningslister. Spotify er tilgængelig i det meste af Europa og Amerika, Australien, New Zealand og dele af Afrika og Asien og på de fleste moderne enheder, herunder Windows-, macOS- og Linux-computere, iOS- og Android-smartphones og -tablets. Fra februar 2020 havde virksomheden 271 millioner månedlige aktive brugere, herunder 124 millioner betalende abonnenter. 
I modsætning til fysisk salg eller download, hvor kunstnere betaler en fast pris pr. solgt sang eller album, betaler Spotify royalties baseret på antallet af gange en artist er blevet streamet, sammenlagt med antal sang-streams. De distribuerer cirka 70% af sin samlede indtægt  til rettighedsindehavere, der derefter betaler kunstnere på grundlag af deres individuelle aftaler. Spotify har været udsat for kritik fra kunstnere og producenter, herunder Taylor Swift og Thom Yorke, der har hævdet, at det ikke kompenserer musikere retfærdigt. Som en del af sin indsats for at genforhandle licensaftaler i 2017 annoncerede Spotify, at kunstnere ville være i stand til at gøre albums midlertidigt eksklusive for betalte abonnenter, hvis albummerne er en del af Universal Music Group eller Merlin Network.
Spotifys internationale hovedkvarter er i Stockholm, Sverige, men hver region har sit eget hovedkvarter. Siden februar 2018 er det noteret på New York Stock Exchange, og i september 2018 flyttede virksomheden sine New York City-kontorer til 4 World Trade Center. 
Navnet Spotify stammer fra en sammentrækningen af ordene: "Spot" og "Identify".